# Partia e Lirisë
Die Partia e Lirisë (albanisch für Freiheitspartei; früher Lëvizja Socialiste për Integrim für Sozialistische Bewegung für Integration; Akronym: LSI) ist eine politische Partei in Albanien. Sie ist drittstärkste politische Kraft im Land und ist sozialdemokratisch ausgerichtet. Parteivorsitzender war von Parteigründung bis 2017 und ist seit 2022 Ilir Meta. Nach dessen Wahl zum Staatspräsidenten übernahm seine Ehefrau Monika Kryemadhi den Vorsitz.
Im Juli 2022 hat der Parteikongress der Umbenennung in Partia e Lirisë zugestimmt.

## Geschichte

### Entstehung
2002 kam die Partia Socialiste e Shqipërisë (PS) als Siegerin der Parlamentswahl heraus und bildete unter ihrem damaligen Parteivorsitzenden Fatos Nano die neue Regierung, welche noch die kleine Agrar- und Umweltpartei beteiligte. Das Kabinett sah Fatos Nano als Ministerpräsidenten und Ilir Meta als seinen Stellvertreter und Außenminister vor. Doch schon im zweiten Halbjahr 2003 kam es zu ersten Differenzen zwischen Nano und Meta. Letzterer kritisierte vor allem das Fehlen demokratischer Prozesse innerhalb der Sozialistischen Partei, was unter anderem den Integrationsprozess in die Strukturen der NATO und der Europäischen Union bremste. Schließlich trat Meta von all seinen Posten zurück und ging in die außerparlamentarische Opposition. Er verblieb jedoch mit seinen Unterstützern weiterhin in der PS.
Die von Meta initiierte Bewegung Drejt sfidave të integrimit „Zu den Herausforderungen der Integration“ blieb für etwa ein Jahr lang eine politische Strömung in der Partei. Und als sie bei einer Parteikonferenz in Tirana eine Reform der Partei und auch der Regierungsform des Landes vorstellte und dies abgelehnt wurde, begannen die Vorbereitungen zur Gründung einer neuen politischen Partei.

### Gründung und Anfänge
Am 6. September 2004 wurde die Lëvizja Socialiste për Integrim mit der Unterstützung von rund 500 Abgeordneten, Intellektuellen und anderen Förderern gegründet. Die LSI übernahm die Kritik an der weit verbreiteten Vetternwirtschaft und Korruption unter der Regierung Nano.
Im April 2005 organisierte die LSI als erste politische Partei Albaniens eine interne Parteiwahl zur Bestimmung des Parteivorsitzenden. Mit dem Motto Një anëtar, një votë „Ein Mitglied, eine Stimme“ ging die LSI somit in die Geschichte des albanischen Pluralismus ein.
Im Wahlkampf des Jahres 2005 stellte sich die LSI als einzige linke Partei gegen die regierenden Sozialisten. Bei den Wahlen erhielt sie 8,4 % der Wählerstimmen und gewann fünf Mandate. Sie blieb weiterhin in der Opposition. Bei den Kommunalwahlen 2007 aber ging sie eine Koalition mit den Sozialisten ein, nachdem sich Edi Rama dort als Parteivorsitzender durchsetzte und die Nachfolge von Nano antrat.

### Koalition mit den Demokraten 2009–2013
Bei den Wahlen im Juni 2009 kam die LSI auf 5,6 % der Wählerstimmen und war mit vier Abgeordneten im Kuvendi i Shqipërisë vertreten. Gegen anfänglichen innerparteilichen Widerstand setzte der Parteivorsitzende Ilir Meta eine Koalition mit der Demokratischen Partei durch, um der Meinung der LSI nach eine tiefe politische Krise zu verhindern und eine Weiterführung der Integration zu ermöglichen. Meta trat im September 2009 als Außenminister und Stellvertreter des Ministerpräsidenten Sali Berisha in die Regierung ein. Mit Dritan Prifti stellte die LSI auch den Minister für Wirtschaft, Handel und Energie. Im September 2010 wechselte Meta vom Amt des Außenministers zum Minister für Wirtschaft, Handel und Energie, um weniger Zeit im Ausland verbringen zu müssen und mehr auf die Entwicklung der Partei fokussieren zu können. Neuer Außenminister wurde der LSI-Abgeordnete Edmond Haxhinasto.
Im Vorfeld der Parlamentswahl 2013 verließ Ilir Meta und dessen Partei die seit 2009 gebildete Koalition mit den Demokraten, um zu den Sozialisten überzuwechseln. Bei den Wahlen erreichten die Sozialisten unter Edi Rama zusammen mit der LSI eine deutliche Mehrheit. Zwischen 2013 und 2017 bildeten sie zusammen die Regierung im Kabinett Rama I.

### Koalition mit den Sozialisten 2013–2017 und Spaltung
In dieser Regierung stellte die LSI, die 10,4 % der gültigen Stimmen erhalten hatte, mit Nasip Naço, Edmond Panariti, Klajda Gjosha, Edmond Haxhinasto und Lefter Koka 6 der 19 Minister. Ilir Meta übernahm das Amt des Parlamentspräsidenten.
Die Sozialisten erzielten bei der Parlamentswahl 2017 eine Mehrheit, ohne eine Regierungskoalition mit der LSI eingegangen zu sein. Kurz darauf wählte das alte Parlament Meta zum Staatspräsidenten. In diesem Amt durfte er keine Parteimitgliedschaft haben, so dass seine Frau Monika Kryemadhi die Parteileitung übernahm. Die Sozialisten zerstritten sich immer heftiger mit Meta, insbesondere im Vorfeld der Kommunalwahlen in Albanien 2019: Nach Protesten von Studenten im Dezember 2018 und neuen Vorwürfen an die Regierung der Korruption und von Verbindungen mit der Mafia hatte die Demokratische Partei die Regierung im Februar 2019 zum Rücktritt aufgefordert, worauf die Abgeordneten der Demokratischen Partei und der Sozialistischen Bewegung für Integration geschlossen zurückgetreten waren und die Arbeit im Parlament boykottierten. Die Lokalwahlen wurden von der Regierung durchgeführt, obwohl Meta als Präsident einen neuen Termin bestimmt hatte. Die Wahlen wurden von der Opposition boykottiert.

### Umbenennung

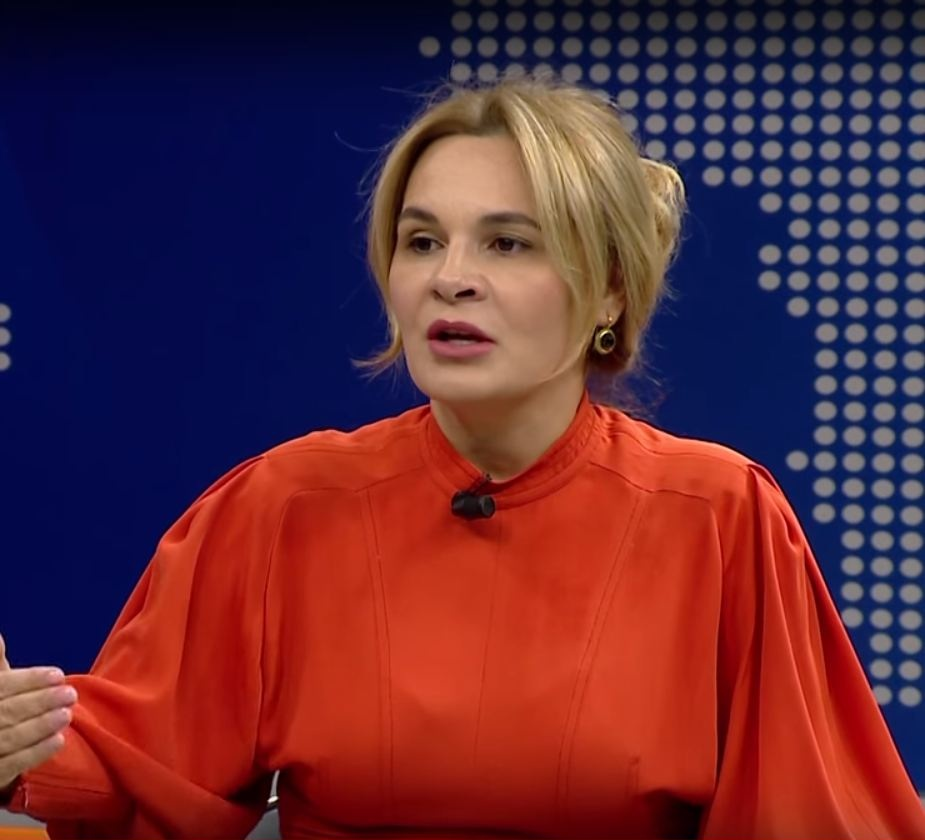
Monika Kryemadhi

Die LSI musste bei der Parlamentswahl 2021 deutliche Verluste verzeichnen. Mit lediglich vier Parlamentssitzen (minus 15) und kaum Vertretung in den Gemeinden war sie in die Bedeutungslosigkeit abgerutscht. Ein gewählter Parlamentarier der Partei wechselte zu Beginn des Jahres 2023 zur Regierungspartei.
Nach Ablauf der fünfjährigen Amtszeit als Staatspräsident übernahm Ilir Meta im Sommer 2022 wieder die Leitung der Partei. Gleichzeitig wurde sie in Partia e Lirisë umbenannt.